# Otto Skorzeny
Otto Skorzeny (ur. 12 czerwca 1908 w Wiedniu, zm. 5 lipca 1975 w Madrycie) – austriacki wojskowy, inżynier oraz przedsiębiorca. Podczas II wojny światowej oficer niemieckich jednostek Waffen-SS, dowódca kilku spektakularnych operacji komandosów.
Niemcy zazwyczaj wymawiali jego nazwisko „skorceny” lub „szkorceny”, choć właściwa wymowa, trudna dla Niemców, brzmiała „skożeny”. Jedną z niewielu osób, która potrafiła poprawnie wymówić jego nazwisko, był sam Hitler, który również pochodził z Austrii.

## Życiorys
Rodzina wywodziła się z Wielkopolski, z miejscowości Skorzęcin (powiat gnieźnieński), ówcześnie na terenie Prus. Otto Skorzeny urodził się 12 czerwca 1908 w stolicy Austro-Węgier, w rodzinie o tradycjach wojskowych (był trzecim dzieckiem). Jego ojciec prowadził dochodową fabrykę, która podupadła w wyniku kryzysu po I wojnie światowej. Ojciec był z zawodu inżynierem architektem oraz oficerem rezerwy artylerii w armii cesarsko-królewskiej. W 1926 roku Skorzeny rozpoczął studia inżynierskie w Wyższej Szkole Technicznej w Wiedniu. Interesował się motoryzacją i budową silników. Jako student został przyjęty do korporacji akademickiej Burschenschaft Markomannia zu Wien, której członkostwo wiązało się z odbywaniem obowiązkowych menzur, czyli pojedynków na ostrą broń białą (szermierka była wówczas popularnym sportem). Po nich została mu charakterystyczna blizna na policzku. Był członkiem nacjonalistycznego stowarzyszenia studenckiego. W 1931 roku uzyskał dyplom inżyniera.
W latach 30. zainteresował się wyścigami samochodowymi i otworzył własną fabrykę. Wiele wyścigów organizowała partia nazistowska. Skorzeny wierzył, że ówczesne ekonomiczne problemy Austrii rozwiąże polityczne scalenie z Niemcami. W tym czasie był członkiem Wiedeńskiego Klubu Gimnastycznego. W 1932 roku wstąpił do austriackiego odłamu partii nazistowskiej, ujawniając zdolności przywódcze. W maju 1934 roku zawarł związek małżeński z dziewiętnastoletnią Gretl. Od 1935 roku należał do Niemieckiego Związku Gimnastycznego (Deutscher Turnerbund). Był zwolennikiem połączenia Austrii z Niemcami, które wkrótce nastąpiło. W marcu 1938 roku, podczas przyłączenia Austrii do Niemiec, Skorzeny ochraniał w pałacu przy Reisnerstraße prezydenta Austrii Wilhelma Miklasa.

### II wojna światowa do 1943
Po wybuchu II wojny światowej Skorzeny, pracujący jako mechanik, zgłosił się na ochotnika do służby w lotnictwie (Luftwaffe), lecz odrzucono go jako pilota z powodu wieku – powyżej 30 lat. Wstąpił wówczas do oddziałów Waffen-SS. W lutym 1940 roku został przeniesiony do 2. kompanii zapasowego batalionu SS Leibstandarte Adolf Hitler w Berlinie-Lichterfelde. Był inżynierem, kandydatem na oficera. Następnie odbywał staż specjalistyczny w batalionie zapasowym pułku Waffen-SS Germania w Hamburgu-Langenhorn. Na początku maja 1940 roku zdał w Berlinie egzaminy i został mianowany kandydatem na oficera. Podczas inwazji na Holandię w 1940 roku, w trakcie pijackiej burdy strzelił do portretu holenderskiego księcia Bernharda, za co został mu wstrzymany awans. Następnie służył na terenie Francji i Holandii, skąd w końcu marca 1941 jego dywizja wyruszyła na Bałkany. Zrehabilitował się w trakcie kampanii w Jugosławii (kwiecień 1941 roku), gdzie wziął do niewoli 57 żołnierzy (w tym 3 oficerów) i został awansowany na Untersturmführera (podporucznika), z ważnością wsteczną od 30 stycznia 1941.
W składzie dywizji Das Reich wziął udział w kampanii na Bałkanach i walczył w ZSRR. Zajmował się konserwacją broni artyleryjskiej. Pod koniec 1941 roku doznał ciężkiej rany w głowę, a na początku 1942 roku został ewakuowany z pola walki. Po wyjściu ze szpitala został wycofany z walki i skierowany do zakładów naprawczych w Berlinie, gdzie pracował przez kilka miesięcy. Został przydzielony do dywizji Leibstandarte Adolf Hitler (był podchorążym), ponieważ lekarze określili, że był zdatny tylko do służby garnizonowej na terenie kraju. Za dokonania na froncie wschodnim został odznaczony Krzyżem Żelaznym II klasy. Zgłosił się na ochotnika do szkoły wojsk pancernych i został przeniesiony jako oficer-inżynier do dywizji Waffen-SS Totenkopf.
W 1943 roku Niemcy rozpoczęli reorganizację swych sił specjalnych. W ramach SS została utworzona jednostka na wzór brytyjskich komandosów, rywalizująca z niemiecką dywizją Brandenburg. Osobą odpowiedzialną za utworzenie był Ernst Kaltenbrunner (szef Głównego Urzędu Bezpieczeństwa Rzeszy), który znał odważną postawę, jaką Skorzeny prezentował wcześniej podczas politycznych zamieszek towarzyszących przejmowaniu Austrii przez nazistów. Kaltenbrunner zarekomendował Skorzenego na dowódcę tej jednostki, zwanej Batalionem Friedenthal (Friedenthaler Jagdverbande). Poszukiwano oficera, który miałby odpowiednie doświadczenie bojowe oraz wiedzę techniczną. Skorzeny otrzymał nominację i 20 kwietnia 1943 został awansowany na stopień Hauptsturmführera (kapitana).

### Operacja Eiche (12 września 1943)

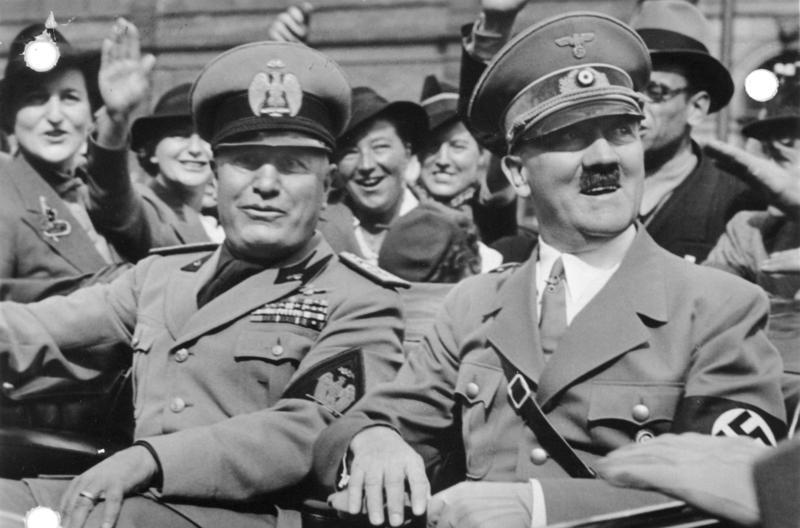
Benito Mussolini i Adolf Hitler

26 lipca 1943 Skorzeny otrzymał osobiście od Adolfa Hitlera rozkaz uczestnictwa w operacji o kryptonimie „Eiche” (operacja „Dąb”), mającej na celu uwolnienie włoskiego dyktatora Benito Mussoliniego. Dzień wcześniej Mussolini został uwięziony przez króla Włoch Wiktora Emanuela III, po tym gdy król i Wielka Rada Faszystowska zawiązali spisek, by zakończyć jego dyktaturę. W nocy z 24 na 25 lipca Rada przegłosowała odsunięcie Mussoliniego od władzy (tzw. agenda Grandiego), a sam Mussolini został zatrzymany na terenie rezydencji króla – Villa Savoia – tuż po zakończeniu spotkania z nim. Następnie został umieszczony w karetce pogotowia i potajemnie wywieziony nią do koszar karabinierów w rzymskiej dzielnicy Trastevere. Jeszcze tego samego dnia został przewieziony do gmachu szkoły kadetów policji, gdzie przebywał dwa dni. 25 lipca 1943 został utworzony nowy włoski rząd z Pietro Badoglio na czele, który zapowiedział kontynuowanie walki u boku Niemiec, w co Hitler nie uwierzył. Uważał, że nowy rząd może sprzymierzyć się z aliantami. Osoba Mussoliniego mogłaby stać się głównym czynnikiem reaktywacji faszyzmu we Włoszech, wokół której zebraliby się członkowie partii i zwykli Włosi.
Akcją miał dowodzić generał pułkownik Kurt Student (Fallschirmjäger), doświadczony oficer Luftwaffe. Dla potrzeb tej operacji Skorzeny został podporządkowany Luftwaffe. Nikt jednak nie wiedział, gdzie Włosi ukryli Mussoliniego. Niemcy musieli czekać, aż wywiad ustali miejsce uwięzienia dyktatora. Skorzeny przywiózł do Włoch około 5000 funtów w fałszywych banknotach, którymi miał płacić informatorom. We Włoszech działało co najmniej 10 000 niemieckich agentów i wykrycie duce było tylko kwestią dni. 28 lipca dyktator został przeniesiony do portu wojennego Gaeta, skąd został przetransportowany okrętem na wyspę Ponza, gdzie znajdował się do 6 sierpnia. Napływały informacje, że widziano Mussoliniego na wyspie Ponza (przebywał tam przez 10 dni), później w Santa Maddalena na Sardynii. Było to zgodne z prawdą, gdyż dyktatora często przewożono w różne miejsca, co wynikało z obawy, że Niemcy zechcą go uwolnić. Skorzeny przebrany za żeglarza dowiedział się, że Mussolini jest w porcie La Maddalena, jednak plan ataku drogą morską pokrzyżowało przeniesienie duce 27 sierpnia w inne miejsce. Trafił do małego portu nad jeziorem Bracciano, koło Rzymu. 3 września 1943 alianci uderzyli na Włochy kontynentalne (operacja Baytown), a 8 września Pietro Badoglio ogłosił kapitulację Włoch.

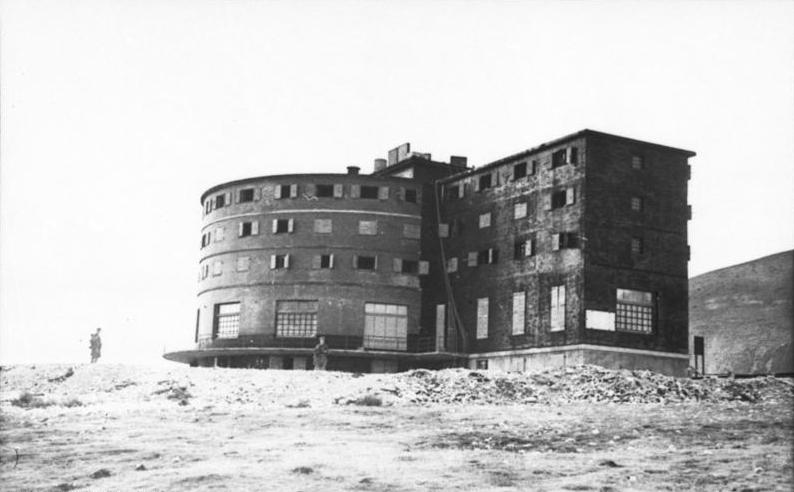
Hotel Albergo-Rifugio, 1943

Włosi mieli świadomość, że Niemcy chcieli uwolnić Mussoliniego. Dotychczasowe miejsca ukrycia przestawały być tajemnicą dla tubylców, dlatego postanowili ukryć duce w ten sposób, żeby Niemcy nie mogli go łatwo odbić. W celu utrudniania odnalezienia go rząd Badoglia rozpuszczał fałszywe informacje o miejscach jego pobytu. Na początku września niemiecki nasłuch radiowy wykrył wzmożoną pracę włoskiej radiostacji w rejonie góry Gran Sasso (wysokość 2912 metrów n.p.m.), co mogło wskazywać, że tam właśnie uwięziono obalonego dyktatora. Wkrótce wywiad ustalił, że więzieniem duce jest hotel narciarski Campo Imperatore (zwany również Albergo-Rifugio), znajdujący się na płaskowyżu, na wysokości ok. 2000 m n.p.m. Przed przyjazdem Mussoliniego zostali ewakuowani wszyscy goście, przebywała tylko obsługa hotelu oraz około 200 osób ochraniających duce. Bez wątpienia miejsce wybrano znakomicie, gdyż prowadziła tam tylko jedna droga: kolejka linowa, którą łatwo było zablokować. Ponadto Niemcy bardzo mało wiedzieli o tym obiekcie. Na zwiad do hotelu został wysłany medyk, pod pretekstem sprawdzenia możliwości wykorzystania hotelu jako szpitala dla niemieckich żołnierzy, jednak włoscy strażnicy nie wpuścili go. Jedynym wyjściem z sytuacji było przeprowadzenie lotu rozpoznawczego. To jednak rodziło niebezpieczeństwo zaalarmowania strażników Mussoliniego. Zdecydowano, że bombowiec Heinkel He 111, wyposażony w aparat fotograficzny, będzie leciał na wysokości ponad 5000 metrów, co uchroni go przed zidentyfikowaniem przez Włochów, zaś teleobiektyw umożliwi zrobienie zdjęć wystarczająco dokładnych, aby rozpoznać wszystkie obiekty na szczycie góry.
Zwiad lotniczy dostarczył informacji o płaskim terenie, nadającym się do lądowania. W tym czasie inna grupa miała zdobyć stację kolejki linowej u stóp góry. Luftwaffe oszacowała możliwe straty w ludziach na 80%. W rozrzedzonym górskim powietrzu byłoby utrudnione użycie spadochronów, ponieważ skoczkowie mogliby opadać zbyt szybko. Dodatkowo nieprzewidywalne podmuchy wiatru wokół płaskowyżu prawdopodobnie rozrzuciłyby komandosów na dużym obszarze, utrudniając szybkie zorganizowanie się i wykonanie skoncentrowanego uderzenia. Potrzebne było całkowite zaskoczenie strażników. Żołnierze niemieccy, wspinający się po górskich stromych stokach, zostaliby zauważeni. Niemcy chcieli początkowo użyć śmigłowców, ale nie było dostępnych maszyn.
Grupa operacyjna została wyposażona w bardzo dobrą broń: karabinki oddziałów powietrznodesantowych FG 42, karabiny maszynowe i lekkie moździerze, jednak ustalono, żeby ogień otworzyć tylko w razie nieuniknionej konieczności. Po potwierdzeniu miejsca pobytu Mussoliniego, 12 września 1943 major Harald Mors dowodził atakiem na hotel Albergo-Rifugio na zboczu góry w Apeninach. W ataku brali udział spadochroniarze generała Studenta oraz komandosi Skorzenego (108 żołnierzy, w tym 26 Skorzenego), transportowani dziewięcioma niemieckimi szybowcami transportowymi DFS 230 (przygotowano 12 szybowców, w każdym dziewięciu żołnierzy i pilot). Tuż przed zaplanowanym startem lotnisko zostało zbombardowane przez Amerykanów i dwa szybowce rozbiły się podczas startu na uszkodzonej nawierzchni. Na pokładzie szybowca Skorzenego był dodatkowo dowódca włoskich karabinierów generał Fernando Soleti, co miało powstrzymać Włochów przed otwarciem ognia do napastników. Początkowo generał zgodził się na tę podróż, jednak zdecydowanie zmienił zdanie, gdy okazało się, że będzie leciał szybowcem i ostatecznie został zabrany pod przymusem. 300 ludzi wyruszyło lądem, by opanować stację kolejki linowej; sprawnie złamali blokady drogowe i szybko opanowali stację. Ich zadanie polegało na osłanianiu grupy znajdującej się na szczycie przed możliwą włoską odsieczą. O godzinie 14:00 szybowce zaczęły bezgłośnie lądować; generał Soleti pobiegł w stronę hotelu, krzycząc po włosku: Nie strzelać! i Niemcy błyskawicznie zajęli teren hotelu. Jako pierwszy w kontakt z byłym dyktatorem wszedł Skorzeny i powitał go słowami: Duce, przysłał mnie führer, jest pan wolny! Mussolini odpowiedział: Wiedziałem, że mój przyjaciel Adolf Hitler nie pozostawi mnie w potrzebie. Ostatni szybowiec rozbił się podczas lądowania; wszyscy na jego pokładzie zginęli. Była to jedyna niemiecka strata podczas całej akcji (według innych źródeł i świadków straty w ludziach były mniejsze lub nie było ich w ogóle). Sytuacja była opanowana, nie padł nawet jeden strzał ze strony włoskich karabinierów pilnujących byłego dyktatora. Mussolini był wolny po 12 minutach od lądowania. Kolejką wjechał korespondent wojenny, który wykonał fotografie.

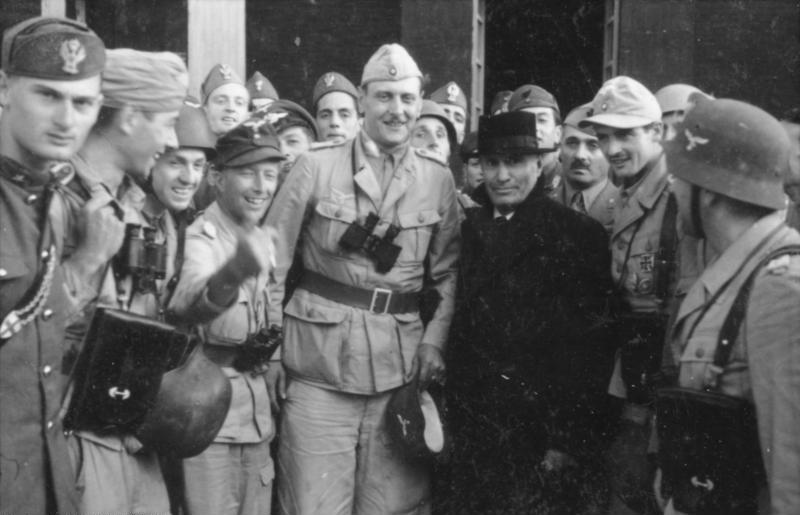
Skorzeny i Mussolini chwilę po opanowaniu hotelu, 12 września 1943

Około pół godziny przed lądowaniem do dowódcy straży w hotelu przyszedł telegram z Rzymu, w którym szef policji zalecał mu najwyższą ostrożność.
Odwrót z Mussolinim lądem niósł duże ryzyko spotkania sił włoskich. Niemcy opracowali trzy wersje odwrotu. Pierwsza przewidywała, że z uwolnionym Mussolinim zjadą na dół kolejką linową opanowaną przez żołnierzy majora Morsa i ruszą w stronę pobliskiego lotniska w Aquila de Abruzzi, które wcześniej zostanie zajęte przez Niemców i utrzymane do momentu, aż wylądują tam trzy samoloty He 111, z których jeden zabrałby duce i żołnierzy, zaś pozostałe, krążąc w powietrzu, osłaniałyby odwrót i utrzymywały wojska włoskie w odpowiedniej odległości od pasa startowego. Jednakże nie udało się nawiązać łączności radiowej z oddziałem, który miał opanować lotnisko. W tej sytuacji z tego planu zrezygnowano.
Drugi wariant przewidywał, że na polu przy dolnej stacji kolejki linowej wylądowałby niewielki, lekki samolot Fieseler Fi 156 Storch, do którego wsiadłby Mussolini. Było to najbezpieczniejsze rozwiązanie, lecz Skorzeny, rozmawiając przez telefon z żołnierzami obsadzającymi dolną stację, dowiedział się, że samolot, który tam wylądował, uległ uszkodzeniu. Pozostał więc trzeci wariant.
Nad hotelem krążył drugi Fieseler Storch, pilotowany przez kapitana Heinricha Gerlacha, uważanego za świetnego pilota. Wylądował przy hotelu na łące, która została pospiesznie oczyszczona. Samolot był dwumiejscowy (łącznie z pilotem), jednak Skorzeny nie zgadzał się na odstąpienie od Mussoliniego. Nie chciał wypuścić z rąk „trofeum”. Ostatecznie wszyscy trzej odlecieli, z kłopotami, przeciążonym samolotem, a Gerlachowi udało się bezpiecznie przetransportować Mussoliniego i Skorzenego na lotnisko Pratica di Mare. Samolot leciał nisko nad szczytami, ponieważ nadmiernie obciążony nie mógł nabrać wysokości. Dodatkowo przy starcie uległo uszkodzeniu lewe koło Storcha i pilot wylądował na dwóch pozostałych. Tam czekał już na nich Heinkel He 111, który natychmiast zabrał duce i Skorzenego do Wiednia, skąd po krótkim odpoczynku Mussolini poleciał do Wilczego Szańca na spotkanie z Hitlerem. Pozostałe oddziały wycofały się bez przeszkód lądem. Za tę akcję Skorzeny został awansowany na stopień Sturmbannführera (majora) i odznaczony Krzyżem Rycerskim.
Po południu 12 września komandosi z batalionu Friedenthal uwolnili z Rocca delle Caminate żonę Rachele i dwoje dzieci Mussoliniego. We wrześniu tego samego roku zostało powołane nowe faszystowskie państwo Mussoliniego – Włoska Republika Socjalna. Jednak dyktator de facto był niemieckim więźniem. Był już zmęczony życiem, schorowany i bierny, chciał wycofać się z życia politycznego. Zawiódł Hitlera, który oczekiwał od niego triumfalnego powrotu.
Skorzeny stał się głównym bohaterem i gwiazdą operacji „Dąb”. Jemu przypisano większą część zasług, w czym wydatnie pomogła mu niemiecka propaganda. Generał Kurt Student i major Harald Mors zostali odsunięci na dalszy plan, jakby SS samo wykonało tę misję. Jednakże to Skorzeny przeprowadził rekonesans z powietrza, pierwszy wylądował na Gran Sasso (niezgodnie z planem), pilnował generała Soletiego i pierwszy dotarł do Mussoliniego.

### Kolejne akcje
Będący pod wrażeniem sukcesu w operacji, Hitler powierzył Skorzenemu kontrolę nad wszystkimi siłami specjalnymi III Rzeszy. Postępujący upadek III Rzeszy sprawił, że powstały plany kolejnych akcji specjalnych. Jednym z kolejnych planowanych celów mieli być Winston Churchill, Franklin Delano Roosevelt i Józef Stalin podczas konferencji teherańskiej (listopad 1943 roku) w operacji „Weitsprung” („Długi Skok”). Planu jednak zaniechano z powodu zbyt dużej odległości.
Dodatkowo Skorzenemu przekazano dowództwo nad kilkoma jednostkami sił specjalnych Luftwaffe (m.in. 500 Batalion Strzelców Spadochronowych SS) i Kriegsmarine. Z marynarki wojennej otrzymał jednostkę miniaturowych okrętów podwodnych i żywych torped (Neger), zwanych małą grupą bojową (Kleinkampfverband lub K-Verband). W skład wchodzili również płetwonurkowie-saperzy. Pierwsza akcja z ich udziałem miała miejsce w styczniu 1944 roku na froncie włoskim (po rozpoczętej przez aliantów operacji Shingle). Wśród jego sił znalazła się tajna formacja KG 200 (Kampfgeschwader Zwei Hundert), która używała przechwyconych samolotów na tyłach wroga. Podjął także próby zwiększenia skuteczności latających bomb Reichenberg.
Inne operacje:

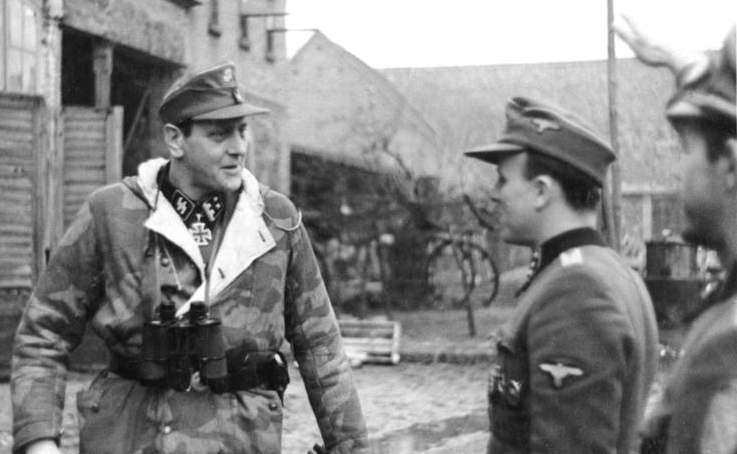
Skorzeny na Pomorzu, styczeń 1945

- nieudana operacja „Rösselsprung”, czyli próba zniszczenia wiosną 1944 roku kwatery głównej Josipa Broza Tity na terenie Bośni;
- operacja „Mickey Mouse”;
- operacja „Panzerfaust” – w październiku 1944 roku kosztem życia zaledwie 20 ludzi Skorzeny przejął władzę na Węgrzech. W efekcie Węgrzy walczyli u boku Niemiec do końca wojny[6], a Skorzeny otrzymał od Hitlera awans na Obersturmbannführera (podpułkownika)[46];
- seria akcji sabotażowych, wspomagających niemiecką ofensywę w Ardenach, prowadzonych przez żołnierzy przebranych w amerykańskie mundury (operacja „Greif”), m.in. 150 Brygady Pancernej[25];
- walki na Pomorzu w 1945 roku, m.in. obrona Malborka (w lutym 1945 roku powierzono mu dowództwo nad zaimprowizowaną formacją na froncie wschodnim, wówczas był już w stopniu pułkownika[6]).

Po uchwyceniu w marcu 1945 roku przez Amerykanów mostu na Renie w Remagen, służył on aliantom do wkraczania na terytorium Niemiec. Pomimo niemieckich prób zniszczenia, most pozostawał czynny. Siły Skorzenego otrzymały zadanie zniszczenia mostu, jednak podjęte bez powodzenia. Most zawalił się w końcu w wyniku uszkodzeń.
W ostatnich miesiącach wojny Skorzeny organizował w Niemczech oddziały partyzantów. Na początku kwietnia 1945 roku został w Berlinie odznaczony przez Hitlera Krzyżem Rycerskim Krzyża Żelaznego z liśćmi dębu i otrzymał rozkaz udania się w Alpy, gdzie miał objąć dowództwo i przygotować się do walki w górach. Dotarł do Bawarii, ale nie było tam żadnych wojsk.

### Po wojnie

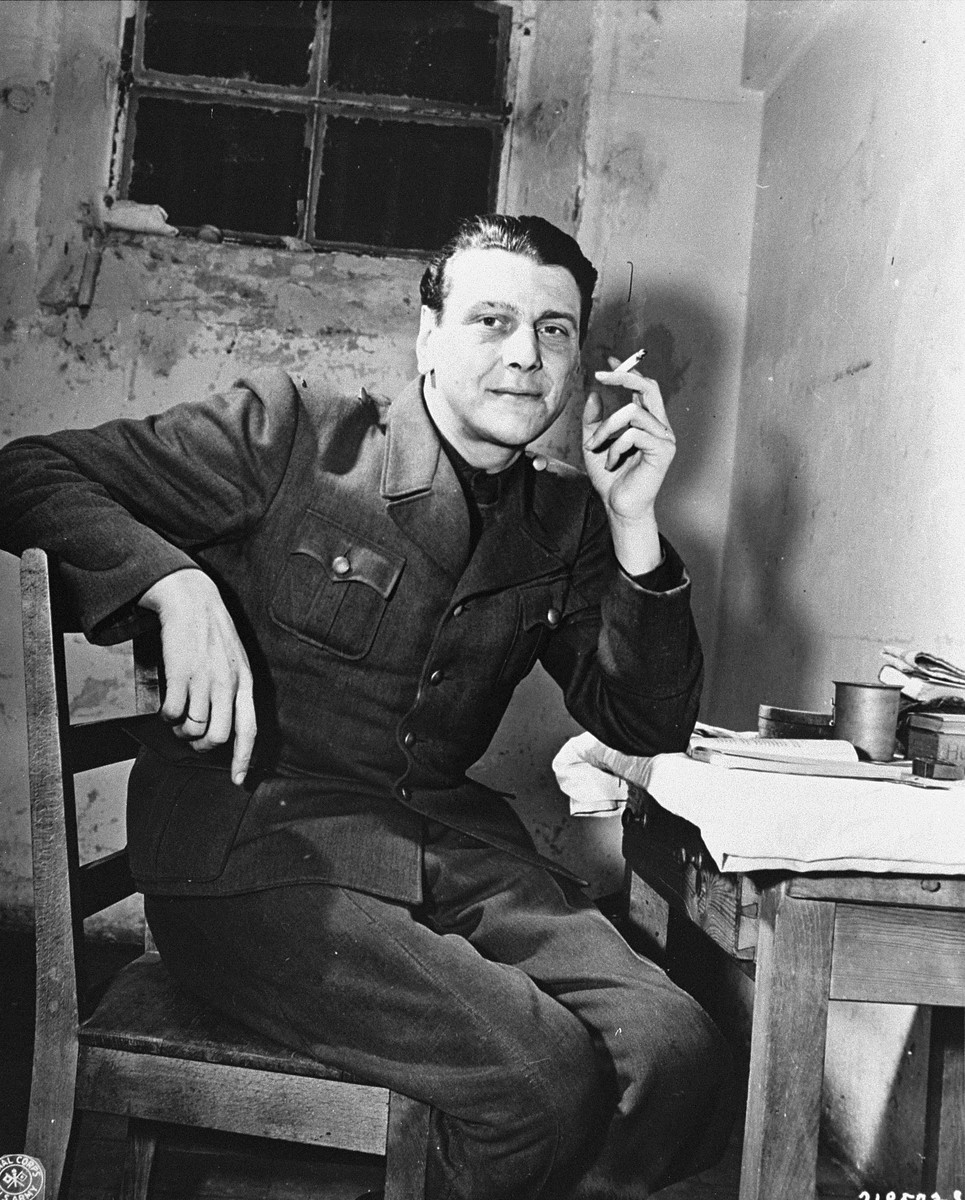
Skorzeny jako świadek podczas procesów norymberskich, listopad 1945

Został aresztowany przez żołnierzy amerykańskich dziesięć dni po zakończeniu wojny w okolicach Salzburga. Amerykańscy oficerowie podejrzewali go o wywiezienie w końcu kwietnia 1945 roku i ukrycie Hitlera. W 1947 roku stanął przed sądem w Dachau za zbrodnie wojenne popełnione podczas ofensywy ardeńskiej. Został oskarżony o złamanie prawa wojennego poprzez noszenie nieprzyjacielskich mundurów i planowanie zabójstwa generała Dwighta Eisenhowera. Zarzuty zostały jednak wkrótce oddalone, a Skorzeny 9 września 1947 został uniewinniony. Niedługo potem został ponownie aresztowany – tym razem przez władze niemieckie, by odpowiedział na zarzuty innych państw. Alianci osadzili go w obozie dla jeńców wojennych, z którego uciekł w lipcu 1948 roku. Ucieczkę zorganizowali jego dawni towarzysze z SS: przebrani za amerykańskich żołnierzy, w amerykańskich wojskowych samochodach zjawili się w więzieniu w Darmstadt. Skontaktował się z byłym szefem wywiadu Hitlera na froncie wschodnim – gen. Reinhardem Gehlenem – który wówczas pracował dla CIA. Z jego pomocą otworzył firmę zajmującą się projektowaniem, a głównie pracami w przemyśle stalowym i maszynowym (reprezentował firmy niemieckie i austriackie). Osiedlił się w Hiszpanii; w 1950 roku przybył do Madrytu, gdzie działał jako przedsiębiorca Rolf Steinbauer.
Francuska gazeta Le Figaro kupiła prawo do publikacji jego wspomnień, które wyszły drukiem w 1950 roku. 
W 1963 roku Mosad poprosił Skorzenego o pomoc – chodziło o udzielenie informacji na temat Niemców zatrudnionych w Egipcie, zwłaszcza naukowców pracujących nad programem rakietowym. Mosad wysłał ludzi podstawionych jako urzędników NATO. Jednym z możliwych wyjaśnień może być to, że szef Centralnej Agencji Wywiadowczej (CIA) James Jesus Angleton, odpowiedzialny za kontakty z innymi zachodnimi agencjami, miał dobre stosunki z Izraelem i Mosadem. Szef CIA, Allen Dulles, poprosił Gehlena o informację do egipskich służb specjalnych.
Zmarł w Madrycie 5 lipca 1975 na raka. Jego ciało zostało poddane kremacji, a prochy umieszczono w Döblinger Friedhof w Wiedniu.
Skorzeny mierzył 1,95 m wzrostu (według innych źródeł od 1,9 m do 1,98 m).